# 新渥街道
28°56′44″N 120°22′47″E / 28.945479°N 120.379714°E
新渥街道，中国浙江省金华市磐安县下辖的一个街道，总面积99.9平方公里。

## 沿革
新渥镇位于县境西南部。东靠深泽乡，南接仁川、冷水乡，西界永康县，北连东阳市民主乡。1939年设磐安县，从永康县划归磐安县管辖。1949年2月，建立翠峰乡。1951年6月，分建翠峰乡、翠南乡、翠北乡。1956年，三乡合并为翠峰乡。1958年9月为卫星公社翠峰管理区，1959年4月，分为翠南、翠北两个管理区。同年12月，又合并为翠峰管理区。1961年9月，改为翠峰公社，1966年12月，改名新渥公社。1983年，改称新渥乡。1985年9月，改为新渥镇，1989年2月升格为县属镇。2018年2月新渥镇、深泽乡合并组建新渥街道。。
新渥镇地形起伏较大，东南高而西北低，四面环山，中间为狭长形盆地，海拔在280-977米之间，以七峰尖为最高峰，海拔977米。

## 产业
新渥镇农业商品化程度较高，经济作物比重较大。中药材的生产和经营，在全镇的经济中具有重要的地位，素有药库之称，镇内有全国药商荟集的新渥中药材市场。特产有东贝、元胡、白术、桔梗、生姜、西瓜、茶叶、水果、食用菌、丝绸。每逢农历五、十集市，是缙云、永康、东阳等毗邻地区药材、农副产品、生产资料、生活用品的集散地。磐缙公路穿境而过。
2002年，时任浙江省委书记的习近平对当地药材农田进行考察，并在随后几年提倡培养当地特色产业。2010年后，新渥镇开始进行城镇规划，创建“浙八味”为主的药材特产市场。

## 行政区划
1990年底，全镇19个行政村：新渥村、宅口村、岩上村、古竹村、大麦坞村、上加村、中卢村、长卢村、麻车下村、大山下村、双槐村、杨山村、西湖村、外田口村、永加村、百央村、大处村、祠下村、金山村。